# Via Salaria Picena

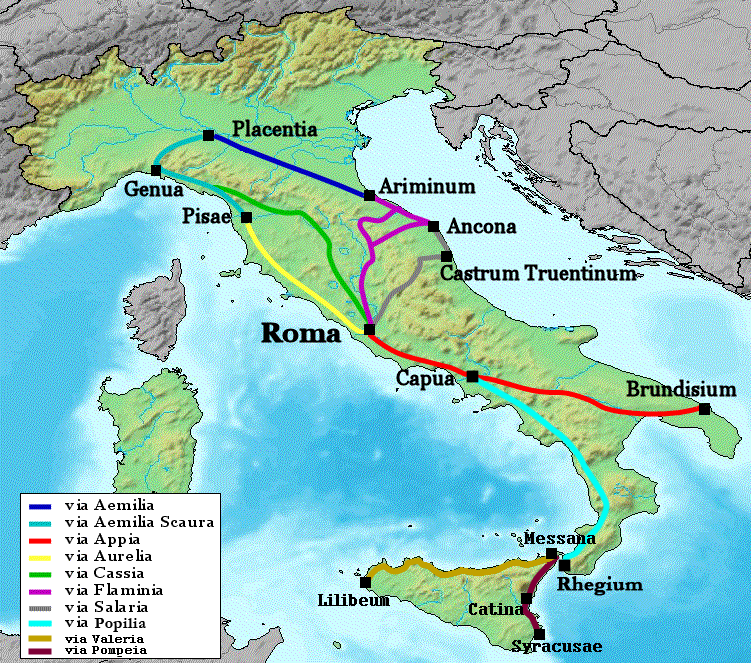
En skiss med några viktiga romerska vägar. Via Salaria Picena saknas, men de två vägar den sammanband är med. Via Flaminia är markerad i lila och Via Salaria är markerad i grått.

Via Salaria Picena var en romersk väg som sammanband Via Flaminia med Via Salaria.  Vägen avvek från Via Flaminia vid Fanum fortunae och nådde Via Salaria vid Castrum Truentinum nära Porto d'Ascoli. En annan väg som också sammanband Via Flaminia med Via Salaria var Via Salaria Gallica.